# Saint-Paul-en-Cornillon
Saint-Paul-en-Cornillon är en kommun i departementet Loire i regionen Auvergne-Rhône-Alpes i centrala Frankrike. Kommunen ligger i kantonen Firminy som tillhör arrondissementet Saint-Étienne. År 2022 hade Saint-Paul-en-Cornillon 1 348 invånare.

## Befolkningsutveckling
| Befolkningsutvecklingen i Saint-Paul-en-Cornillon 1968–2021 | Befolkningsutvecklingen i Saint-Paul-en-Cornillon 1968–2021 | Befolkningsutvecklingen i Saint-Paul-en-Cornillon 1968–2021 | Befolkningsutvecklingen i Saint-Paul-en-Cornillon 1968–2021 | Befolkningsutvecklingen i Saint-Paul-en-Cornillon 1968–2021 |
| ----------------------------------------------------------- | ----------------------------------------------------------- | ----------------------------------------------------------- | ----------------------------------------------------------- | ----------------------------------------------------------- |
|                                                             |                                                             |                                                             |                                                             |                                                             |
| År                                                          |                                                             |                                                             | Folkmängd                                                   |                                                             |
| 1968                                                        | 1968                                                        |                                                             | 598                                                         |                                                             |
| 1975                                                        | 1975                                                        |                                                             | 672                                                         |                                                             |
| 1982                                                        | 1982                                                        |                                                             | 1 045                                                       |                                                             |
| 1990                                                        | 1990                                                        |                                                             | 1 122                                                       |                                                             |
| 1999                                                        | 1999                                                        |                                                             | 1 304                                                       |                                                             |
| 2007                                                        | 2007                                                        |                                                             | 1 288                                                       |                                                             |
| 2015                                                        | 2015                                                        |                                                             | 1 358                                                       |                                                             |
| 2021                                                        | 2021                                                        |                                                             | 1 345                                                       |                                                             |